# Meromacrus pluto
Meromacrus pluto är en tvåvingeart som beskrevs av Hull 1942. Meromacrus pluto ingår i släktet Meromacrus och familjen blomflugor.
Artens utbredningsområde är Peru. Inga underarter finns listade i Catalogue of Life.